# Josip Perić
Josip Perić (Zagreb, 5 de junio de 1992) es un jugador de balonmano bosnio que juega de central en el Olympiacos. Es internacional con la selección de balonmano de Bosnia y Herzegovina.
Su primer gran campeonato con la selección fue el Campeonato Mundial de Balonmano Masculino de 2015.

## Clubes
| Club                 | País                 | Año         |
| -------------------- | -------------------- | ----------- |
| HRK Izviđač          | Bosnia y Herzegovina | 2008 - 2012 |
| RK Bosna Sarajevo    | Bosnia y Herzegovina | 2012 - 2014 |
| Tatabánya KC         | Hungría              | 2014 - 2015 |
| Qatar SC             | Catar                | 2015 - 2016 |
| HC Odorheiu Secuiesc | Rumania              | 2016 - 2017 |
| AHC Dunărea Călărași | Rumania              | 2017 - 2018 |
| Frisch Auf Göppingen | Alemania             | 2018 - 2020 |
| Eurofarm Pelister    | Macedonia del Norte  | 2020 - 2022 |
| Tatabánya KC         | Hungría              | 2022 - 2024 |
| Olympiacos           | Grecia               | 2024 - Act. |